# 厳島港
厳島港（いつくしまこう）は、広島県廿日市市宮島町（厳島）および同市宮島口一丁目にある港湾。港湾管理者は広島県。地方港湾。
2011年（平成23年）3月10日に厳島の対岸である宮島口桟橋付近も厳島港の港湾区域に追加指定された。2018年（平成30年）の「港湾統計年報」によれば、船舶乗降人員は約8,622,866人で、日本の港湾としては最多である。

## 航路

### 宮島航路
- JR西日本宮島フェリー（宮島連絡船）
  - 宮島港 - 宮島口桟橋
- 宮島松大汽船（宮島航路）
  - 宮島港 - 宮島口桟橋

### 広島・元宇品 - 宮島航路
- 瀬戸内シーライン
  - 宮島港3号桟橋 - グランドプリンスホテル広島前 - 広島港　高速船

### 世界遺産航路
- アクアネット広島
  - 宮島港3号桟橋 - 元安桟橋

### 宮島行大鳥居遊覧航路
- アクアネット広島
  - 宮島港3号桟橋 -大野桟橋（宮島口西桟橋）2018年3月末までで定期運航を休止。臨時運航のみ。[5]

## 施設
- 厳島
  - 宮島港

- 宮島口
  - JR西日本宮島フェリー 宮島口桟橋
  - 宮島松大汽船 宮島口桟橋